# María Andresa Casamayor
María Andresa Casamayor   (Saragossa, 30 de novembre de 1720 - Saragossa, 23 d'octubre de 1780) va ser una matemàtica, escriptora i mestra de nenes espanyola que va destacar en el maneig dels números i en l'aritmètica, àrees que en aquella època eren habituals pels homes i però no per les dones. És l'única científica espanyola del segle  XVIII de la qual es conserva un llibre imprès, per la qual cosa el Tyrocinio arithmetico, instrucción de las cuatro reglas llanas... és el primer manual científic publicat per una dona a Espanya.

## Infància
Va néixer a Saragossa el 30 de novembre, dia de Sant Andreu, de 1720, sent batejada l'endemà a l'Església del Pilar com a Maria Juana Rosa Andresa. María Andresa va viure la seva infantesa en una casa del carrer del Pilar al si d'una rica família de comerciants tèxtils. El seu pare va ser el mercader francès Juan Joseph Casamayor nascut a Oloron (França), fill de Maria Abales i Juan Casamayor, i la seva mare la saragossana Juana Rosa de la Coma, filla del mercader Joan de la Coma i de Maria Alexandre. En aquells anys, la colònia francesa dominava el comerç de Saragossa conformant un nombrós grup de població amb fortes interrelacions comercials i familiars. El matrimoni dels pares va tenir lloc el 13 d'abril del 1705, sent Maria Andresa la setena de 9 fills.
Va ser educada pels Pares Escolapis, segurament no a l'escola de Saragossa (fundada el 1731) que estava reservada a nois, sinó que deuria tenir algun pare escolapi com a tutor particular que acudia a casa seva. Va morir a la mateixa ciutat en 1780.

## Obras
Va escriure, als 17 anys, dos textos sobre aritmètica:

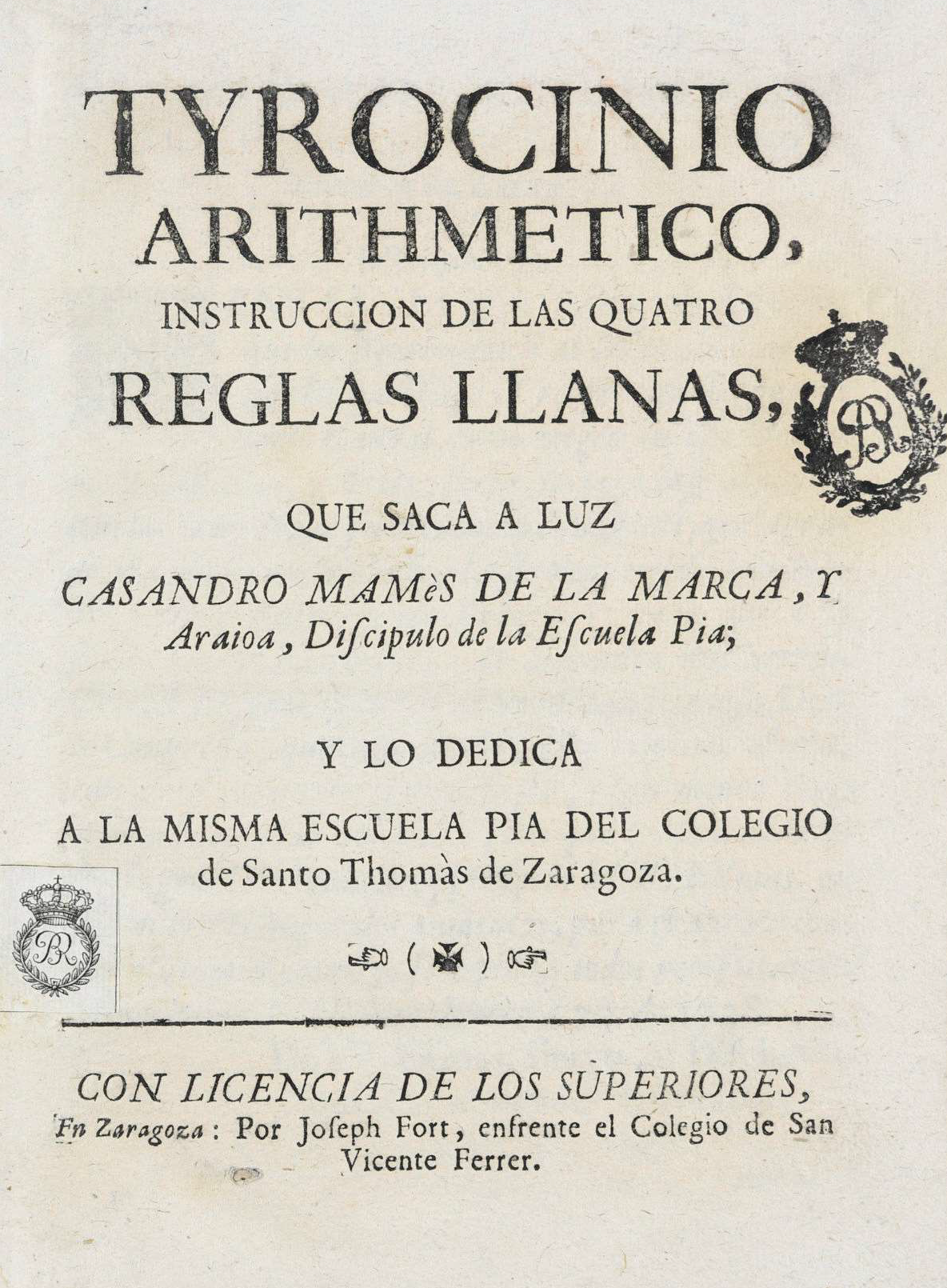
Portada de la primera edició de 1738 del Tyrocinio Arithmetico.

### Tyrocinio arithmetico
El primer, titulat Tyrocinio arithmetico, instrucción de las cuatro reglas llanas... (Saragossa: Joseph Fort, 1738). Des del punt de vista matemàtic, el llibre està escrit en un llenguatge àgil i eminentment pràctic, amb una gran quantitat d'exemples i casos reals que permeten al lector aprendre de manera directa el maneig de les quatre regles de l'àlgebra menor: suma, resta, multiplicació i divisió. A més a més, mostra un coneixement precís de les unitats de longitud, pes, moneda, etc. utilitzades a Aragó, juntament amb les seves equivalències; mesures que es manejaven diàriament en el comerç del segle  XVIII. En la censura del llibre, el dominic fra Pedro Martínez, amic i col·laborador de María Andresa, revela un dels motius de la seva publicació: “la seva fi, en aquesta obreta només és facilitar aquesta instrucció a molts, que no poden aconseguir-la d'altra manera". Així, al perfil de Maria Andresa Casamayor es pot destacar una gran habilitat aritmètica i una profunda preocupació per l'educació. Fou important perquè és un llibre destinat a l'ensenyament de l'aritmètica aplicada que podrien utilitzar la major part de la població en els seus oficis.
L'autora firma amb un pseudònim masculí, Casandro Mamés de La Marca i Araioa. Aquesta firma és un perfecte anagrama, mateixes lletres en diferent ordre, del seu nom María Andresa Casamayor. Félix Latassa a la seva monumental obra Biblioteca nova dels escriptors aragonesos , conté un error, ja que Latassa la nomena com Maria Andrea en lloc de Maria Andresa, un equívoc que ha arribat fins als nostres dies.
L'autora es reconeix com a "deixeble de l'Escola Pía" i dedica el Tyrocinio a la mateixa "Escola Pía del Col·legi de Sant Tomàs de Saragossa". L'únic exemplar d'aquesta obra que es conserva està a la Biblioteca Nacional d'Espanya.

### Para si solo
El segon, el Para si solo, va ser un manuscrit de 109 fulls sobre aritmètica avançada que no es va arribar a publicar ni es conserva. La seva traducció (aproximada) del llatí és "Prepara el teu terra". Latassa en diu que és un manuscrit que inclou taules d'arrels per poder realitzar càlculs "sense fer servir l'àlgebra".

### Mestra de nenes
Amb la mort del seu pare el 1738 i del seu amic i col·laborador Pedro Martínez el 1739, els suports que havia tingut la jove Maria Andresa Casamayor van desaparèixer. A diferència del que era habitual per a una dona de la societat saragossana, María Andresa ni es va casar ni va entrar a l'Església, així que la resta de la seva vida va treballar per guanyar-se la vida. Va ser mestra de nenes i, durant bona part de la seva vida, mestra de primeres lletres a les aules públiques de la ciutat. Com a part de la seva retribució, se li va facilitar una casa on viure. L'edifici, situat al carrer Palomar de Saragossa, existeix actualment.
María Andrea Casamayor és un exemple de l'aparició a Espanya de dones científiques que es va donar a Europa durant la Il·lustració, com les italianes Maria Agnesi, Laura Bassi o les franceses Sophie Germain o Emilie du Chatelet. Tot i que, a Espanya, és l'únic cas conegut.

## Reconeixements
El 2009 l'Ajuntament de Saragossa va donar el seu nom a un grup d'habitatges, anteriorment "Grup José Antonio Girón", al Barri de Las Fuentes. També Gijón té un carrer amb el nom de la científica saragossana.
El 2018 va ser inclosa a la Taula Periòdica de les Científiques, realitzada pel Blog de divulgació "Naukas", juntament amb científiques de tot el món.
Correus d'Espanya el juny del 2020 va llançar una sèrie filatèlica Dones a la ciència, la primera emissió de segells dels quals està dedicada als 300 anys del naixement de Casamayor.
Al municipi madrileny de Paracuellos de Jarama hi ha un CEIP "Andrea Casamayor" nomenat en honor seu.

#### Reedició de Tyrocinio Arithmetico
El 2020, 300 anys després del seu naixement a Saragossa, es va reeditar el seu llibre Tyrocinio arithmetico. Instrucció de les quatre regles planes .

#### Documental
El 2020 va ser estrenat el documental La mujer que soñaba con números, realitzat per Mirella R. Abrisqueta i produït per SinTregua, on la figura de Casamayor és la protagonista.